# Tullow Oil

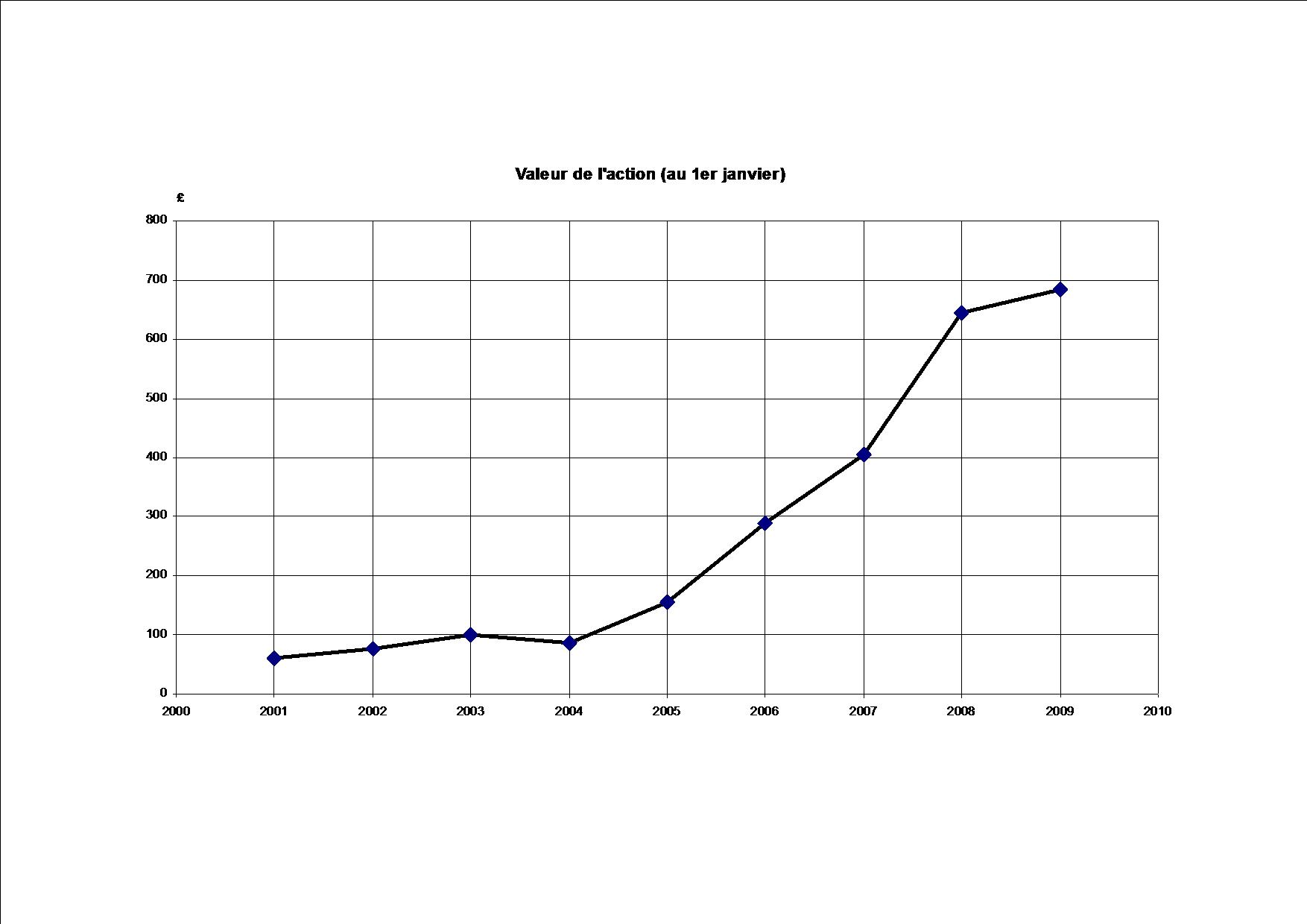
Valor de las acciones de Tullow Oil desde 2001 hasta 2009

Tullow Oil es una empresa británica dedicada a la exploración de petróleo y gas natural, con sede en Londres. Está presente en la Bolsa de Valores de Londres y es una de las cien empresas del índice FTSE 100. La compañía fue fundada por Aidan Heavey en 1985 en Irlanda para la exploración de gas en Senegal.
Tullow Oil opera principalmente en Europa, África y Asia. La empresa informó de unos beneficios de explotación de 189 millones de libras en 2007.